# Bechir Sahbani
Bechir Sahbani (ur. 22 października 1972 w Tunisie) – tunezyjski piłkarz grający na pozycji obrońcy. W swojej karierze rozegrał 26 meczów w reprezentacji Tunezji.

## Kariera klubowa
Swoją karierę piłkarską Sahbani rozpoczął w klubie Espérance Tunis. W 1992 roku zadebiutował w nim w pierwszej lidze tunezyjskiej. W Espérance grał do końca sezonu 2001/2002. Z klubem tym wywalczył siedem tytułów mistrza Tunezji w latach 1993, 1994, 1998, 1999, 2000, 2001 i 2002. Zdobył też dwa Puchary Tunezji (1997, 1999), Superpuchar Tunezji (1993) oraz wygrał Ligę Mistrzów (1994), Superpuchar Afryki (1995), Puchar CAF (1997), Puchar Zdobywców Pucharów (1998), Arabski Puchar Mistrzów (1993), Arabski Superpuchar (1993) i Puchar Afroazjatycki (1995).
W 2002 roku Sahbani został zawodnikiem CA Bizertin. Grał w nim przez dwa lata. W sezonie 2003/2004 zdobył z nim Puchar Ligi Tunezyjskiej. W 2004 roku wrócił do Espérance. Po sezonie 2004/2005 zakończył karierę.

## Kariera reprezentacyjna
W reprezentacji Tunezji Sahbani zadebiutował w 1994 roku. W 1996 roku wywalczył z Tunezją wicemistrzostwo Afryki w Pucharze Narodów Afryki. Rozegrał na nim jeden mecz, grupowy z Ghaną (1:2).
W 1998 roku Sahbani został powołany do kadry Tunezji na Puchar Narodów Afryki 1998. Wystąpił na nim w dwóch meczach: z Togo (3:1) i ćwierćfinale z Burkina Faso (1:1, k. 7:8). Od 1994 do 1999 roku rozegrał w kadrze narodowej 26 meczów.